# Guy Maganga Gorra
Guy Maganga Gorra (* 18. März 1993 in Port-Gentil) ist ein gabunischer Leichtathlet, der sich auf den Sprint spezialisiert hat.

## Sportliche Laufbahn
Erste Erfahrungen bei internationalen Meisterschaften sammelte Guy Maganga Gorra 2017 bei den Spielen der Frankophonie in Abidjan, bei denen er im 100-Meter-Lauf mit 10,69 s in der ersten Runde ausschied, wie auch über 200 Meter mit 21,41 s. 2019 nahm er erstmals an den Afrikaspielen in Rabat teil und schied über 100 Meter mit 10,65 s im Vorlauf aus und belegte im 200-Meter-Lauf in 20,77 s den vierten Platz. Über 200 Meter nahm er anschließend auch an den Weltmeisterschaften in Doha teil, schied dort aber mit 20,74 s bereits in der Vorrunde aus. 2021 stellte er in den Vereinigten Staaten mit 46,60 s einen neuen Landesrekord im 400-Meter-Lauf auf und durfte im Sommer dank einer Wildcard über 100 m an den Olympischen Sommerspielen in Tokio teilnehmen und schaffte es dort bis in die Vorrunde, in der er mit 10,77 s ausschied. Im Jahr darauf kam er bei den Afrikameisterschaften in Port Louis mit 10,47 s nicht über die erste Runde hinaus und schied über 200 Meter mit 21,12 s im Halbfinale über 200 Meter aus. Anschließend erreichte er bei den Weltmeisterschaften in Eugene das Halbfinale über 200 Meter und schied dort mit 20,65 s aus. 2023 gewann er bei den Spielen der Frankophonie in Kinshasa in 20,64 s die Bronzemedaille über 200 Meter hinter dem Ivorer Cheickna Traoré und Fodé Sissoko aus Mail. Anschließend kam er bei den Weltmeisterschaften in Budapest mit 21,04 s nicht über den Vorlauf hinaus. Im Jahr darauf schied er bei den Afrikaspielen in Accra mit 10,75 s im Halbfinale über 100 Meter aus sowie mit 21,10 s auch über 200 Meter.

## Persönliche Bestzeiten
- 100 Meter: 10,30 s (+1,5 m/s), 1. Mai 2019 in Lynchburg
  - 60 Meter (Halle): 6,84 s, 9. Februar 2019 in Nantes
- 200 Meter: 20,44 s (+1,0 m/s), 18. Juli 2022 in Eugene (gabunischer Rekord)
  - 200 Meter (Halle): 21,02 s, 13. Februar 2021 in Lynchburg (gabunischer Rekord)
- 400 Meter: 46,60 s, 27. März 2021 in Mount Olive (gabunischer Rekord)